# ポンティアナック (伝承)
ポンティアナック（インドネシア語:pontianak, boentianak）は、マレー半島やインドネシアの神話に登場する吸血幽霊。マティアナック (matianak) やクンティラナック (kuntilanak) といった別称、あるいはクンティ (kunti) という略称でも知られている。ポンティアナックは、妊娠中に死亡した女性の幽霊とされている。ポンティアナックは、出産時に死亡した幽霊であるラン・スィル (lang suir) としばしば混同される。伝えられているところによると、ポンティアナック (pontianak) は、マレーシア語で「出産時に死亡した女性」を意味するperempuan mati beranakの転訛だとされている。別の説によれば、インドネシア語の「puan (女性) + mati (死) + anak (子供) 」の組み合わせだとされている。マティアナック (matianak) だけならば、「子供の死」の意味である。
インドネシアのカリマンタン島にある西カリマンタン州の州都ポンティアナックは、この地に暮らした最初のスルタンがこの幽霊を目撃したことから名付けられた。

## 外見
ポンティアナックは、たいていの場合は女性で、青白い肌、長い髪、白い服、といった姿に描写される。しかし男を食い物にするため美しい外見になれると言われている。アメリカ人作家のポール・セル―は、1977年の短編作品The Consul’s Fileにおいて次のように推定している。すなわちこの幽霊は、自分たちの夫が夜に道端で偶然出会った女性と性的関係を結ばないよう願う、マレー人の妻たちの産物である、と。
民間伝承では、ポンティアナックはたいてい満月に現れ、赤ちゃんの泣き声とともに現れる。泣き声が穏やかならば、ポンティアナックはそばにいることを意味し、泣き声がやかましければ遠くにいることになる。犬の遠吠えが聞こえたらポンティアナックはまだ遠くにいると、一部の人びとは信じている。しかし犬が低い声で鳴いていると、ポンティアナックはすぐそばにいるという意味になる。また時には、ポンティアナックの出現は、プルメリアの花のかぐわしい香りの後にひどい悪臭がすることで気付かされることがある。
ポンティアナックの犠牲者は、鋭い爪で胃に穴を開けられて内臓を貪り食われることによって殺される。一部の事例においては、ポンティアナックは特定の男性に対して復讐を企て、その手で男性の男性器を引き裂くこともある。もしもポンティアナックがすぐそばにいる時に目を開けたならばその目は吸い取られてしまう、とされている。ポンティアナックは、乾燥させるため外に干してある服の臭いを嗅ぎ分けることで、獲物の場所を特定する。そのため一部のマレー人たちは、一晩中洗濯物を家の外に干しっぱなしにしようとはしない。
ポンティアナックはバナナの木 (pokok pisang) と何らかの関係があり、その魂は日中は樹の中で過ごしているとされる。
ポンティアナックを避けるためには、彼女のうなじにある穴に爪が差し込まれなければならない。その爪が抜けるまでは、ポンティアナックは美しい女性であり、よき妻であり続けるとされる。クンティラナックの場合は、爪は頭の頂点に刺される。
インドネシアのクンティラナックはポンティアナックに似ているが、クンティラナックは一般的には鳥の姿をしていて、処女や若い女性の血をすする。飛ぶ際に"ke-ke-ke"と音を立てるこの鳥は、膣から出血させるという特徴的な症状の病気にするため、黒魔術を通じて女性の元に送られる。女性の姿の際は、男がクンティラナックにアプローチしてくると、クンティラナックは突然振り返り、穴の開いた背中を露わにする。しかしこの幽霊は、スンドゥル・ボロン (sundel bolong) として言及されることの方が多い。

## 目撃例
ポンティアナックないしはラン・スィルは東南アジア各地、特にマレーシアとインドネシアで多数の目撃例がある。こうした目撃例の一部は悪ふざけの類であるが、ほとんどはでっち上げである。2010年8月、マレーシアのパハン州ベントン (Bentong) の町でマレーシアの警察官のグループが、ビデオ撮影を行った。2分間のビデオには、ポンティアナックの全身は映っていなかった。

## 大衆文化の中のポンティアナック
- インドネシア映画。詳細はid:Kategori:Film kuntilanakを参照のこと
  - Kuntilanak (1962), 出演：Ateng
  - Kuntilanak (1974)
  - Lawang Sewu (2007)
  - Terowongan Casablanca (Kuntilanak Merah) (2007)
  - Sarang Kuntilanak (2008)
  -  Kuntilanak (2006), Kuntilanak 2 (2007), Kuntilanak 3 (2008)
  - Kuntilanak Kamar Mayat (2009)
  - Kuntilanak Beranak (2009)
  - Paku Kuntilanak (2009)
  - Santet Kuntilanak (2012)
- インドネシアのビデオ・ゲーム
  - DreadOut  (2014)
- マレーシア映画
  - Anak Pontianak (1958)
  - Pontianak Gua Musang (1964)
  - Pontianak Kembali (1963)
  - Pontianak Harum Sundal Malam (2004)
  - Pontianak Harum Sundal Malam 2 (2005)
  - Pontianak Menjerit（英語版） (2005)
  - Tolong Awek Aku Pontianak (2011)
  - Pontianak Vs Orang Minyak (2012)
  - Paku Pontianak (2013)
- Malaysian fiction
  - The House of Aunts (2011) by Zen Cho[4]

## 関連する伝承
フィリピンの伝承では、ティヤナックという吸血鬼がおり、ポンティアナックと多くの点で共通点がある。しかしティヤナックは子供の幽霊であり、ポンティアナックのような母親・女性の霊ではない。